# Bào Siêu
Bào Siêu (chữ Hán: 鲍超, bính âm: Bao Chao, (1828 - 1886) là một dũng tướng người Hán nổi tiếng của Tương quân trong cuộc chiến tranh của nhà Thanh đàn áp phong trào Thái Bình Thiên Quốc, ông là một trong những viên tướng chỉ huy xuyên suốt từ khi Tương quân thành lập và trưởng thành. Ông cũng là viên tướng tâm phúc của Tăng Quốc Phiên. Mặc dù ông không được học hành nhiều nhưng kiến thức quân sự và thực tiễn trải nghiệm trên chiến trường rất phong phú và được đánh giá cao. Ông tham gia 500 trận chiến và cũng bị thương nhiều lần. Ông từng chỉ huy 15000 Tương quân bảo vệ căn cứ địa Kỳ môn. Trải qua nhiều năm trận mạc, ông đã lập nhiều chiến công cho nhà Thanh, góp phần bình định loạn Thái Bình và được tưởng thưởng nhiều danh hiệu cao quý của triều đình, cùng với Tăng Quốc Phiên, Tả Tông Đường, Lý Hồng Chương, Mã Tân Di... Ông đã từng giữ chức Tổng binh Chiết Giang (1861 - 1864), Tổng binh Hồ Nam (1882 - 1886), được phong tước Nghi dũng tử.